# Ernst Vaterlaus
Ernst Vaterlaus (* 21. März 1891 in Thalwil, Bezirk Horgen, Kanton Zürich; † 27. August 1976 in Chur, Region Plessur Kanton Graubünden), heimatberechtigt in Berg am Irchel und seit 1896 in Thalwil, war ein Schweizer Politiker der Freisinnig-Demokratischen Partei (FDP), der unter anderem von 1945 bis 1959 Regierungsrat sowie zwei Mal (1950/51 und 1956/57) Präsident des Regierungsrates des Kantons Zürich war. Er gehörte zudem zwischen 1951 und 1953 für den Kanton Zürich dem Ständerat an und fungierte von 1961 bis 1962 als dessen Präsident.

## Leben
Ernst Vaterlaus, Sohn des Färbermeisters August Alwin Vaterlaus und der Anna Flatt, absolvierte zwischen 1909 und 1913 ein Fachlehrerstudium für Mathematik und Physik am Eidgenössischen Polytechnikum Zürich, aus der 1911 die Eidgenössische Technische Hochschule Zürich (ETH Zürich) hervorging. Im Anschluss war er von 1913 bis 1916 Assistent für darstellende Geometrie an der ETH Zürich und schloss dort 1916 seine Promotion zum Doktor der Mathematik (Dr. sc. math.) mit der Dissertation «Konstruktionen in der Bildebene der hyperbolischen Zentralprojektion» ab. Danach unterrichtete er zwischen 1916 und 1945 als Lehrer für Mathematik an der Höheren Töchterschule in Zürich und war ab 1930 auch Prorektor dieser Schule. Er war Oberst der Artillerie und wurde 1942 als Nachfolger von Else Züblin-Spiller Vorsteher des Frauenhilfsdienstes (FHD), einer Organisationseinheit der Schweizer Armee für weibliche Militärdienstleistende, die er bis zu seiner Ablösung durch Hedwig Schudel 1946 leitete. Nachdem es zu «unerquicklichen Verhältnissen im Lehrkörper des Unterseminars» und eine erziehungsrätliche Kommission zum Schluss gekommen war, dass «die Professoren Rittmeyer und Corrodi […] den Unterricht nicht ohne Nachteile für die Schule fortsetzen» könnten, wurde er nach dem Rücktritt von Hans Schälchlin am 7. Februar 1945 neuer Direktor des Unterseminars Küsnacht.
Kurz darauf wurde Vaterlaus 1945 Regierungsrat und bekleidete dieses Amt bis 1959. Er war als Mitglied der Kantonsregierung zwischen 1945 und 1951 zunächst Vorsteher der Direktion für Polizei- und Militärwesen sowie im Anschluss von 1951 bis 1959 Vorsteher der Erziehungsdirektion. Als solcher setzte er sich erfolgreich für Modernisierungen im Schul- und Bildungswesen ein. Während seiner Mitgliedschaft im Regierungsrat bekleidete er zwei Mal das Amt des Präsidenten des Regierungsrates des Kantons Zürich. Als Nachfolger von Jakob Kägi wurde er am 1. Mai 1950 erstmals Präsident und bekleidete das Amt bis zum 30. April 1951, woraufhin Hans Streuli ihn ablöste. Am 1. Mai 1956 übernahm er von Franz Egger zum zweiten Mal das Amt als Regierungspräsident und verblieb auf diesem Posten bis zu seiner Ablösung durch Walter König am 1. Mai 1958.
Bei den Schweizer Parlamentswahlen am 28. Oktober 1951 wurde Vaterlaus für die Freisinnig-Demokratische Partei (FDP) erstmals zum Mitglied des Ständerates für den Kanton Zürich gewählt und gehörte diesem nach seinen Wiederwahlen am 30. Oktober 1955 sowie am 25. Oktober 1959 vom 3. Dezember 1951 bis zum 1. Dezember 1963 an. Nachdem er 1960/61 Vizepräsident gewesen war, übernahm er am 4. Dezember 1961 von Antonio Antognini (CVP) das Amt des Präsidenten des Ständerats und bekleidete dieses als Präsident der kleinen Kammer der Bundesversammlung bis zum 3. Dezember 1963, woraufhin Frédéric Fauquex (LPS) seine Nachfolge antrat.
Ernst Vaterlaus war seit 1919 mit Ida Margareta Hardmeier verheiratet.

## Veröffentlichung
- Konstruktionen in der Bildebene der hyperbolischen Zentralprojektion. Dissertation, Universität Zürich, 1916.

## Hintergrundliteratur
- Stefan G. Schmid: Die Zürcher Kantonsregierung seit 1803. 2003.